# Jugoslávská liga ledního hokeje 1966/1967
Sezóna 1966/1967 byla 25. sezónou Jugoslávské ligy ledního hokeje. Vítězem se stal tým HK Jesenice.

## Konečná tabulka
1. HK Jesenice
2. HK Kranjska Gora
3. KHL Medveščak
4. HK Olimpija Ljubljana
5. HK Partizan
6. OHK Bělehrad
7. KHL Mladost Zagreb
8. HK Crvena Zvezda Bělehrad